# Михаил Светлов (теплоход, 1985)
«Михаил Светлов» — трёхпалубный речной пассажирский теплоход проекта Q-065 (тип «Сергей Есенин»). Назван в честь русского поэта и общественного деятеля Михаила Светлова. Крёстная мать судна — Кристине Враницки, супруга экс-канцлера Австрии.

## История судна
Судно было построено в городе Корнойбург (Австрия) на судостроительном предприятии «Österreichische Schiffswerften AG» (ÖSWAG) в 1985 году и первоначально поставлено в Обь-Иртышское пароходство (Тюмень), где было принято в эксплуатацию в апреле 1986 г. Однако пробыло там недолго — всего одну навигацию, уже в 1988 году теплоход перегнали в Ленский бассейн в распоряжение Ленского пароходства. В 1998 году, однако, пароходство было вынуждено продать теплоход, и новым владельцем становится компания «АЛРОСА». 9 июля 2013 года собственником судна вновь становится ОАО «ЛОРП», в качестве судовладельца выступает ООО «Ленатурфлот».
В настоящее время теплоход совершает круизы по реке Лена по маршрутам Якутск — Ленские щёки (1200 км от Якутска) — Якутск и Якутск — Тикси. «Михаил Светлов» является одним из пяти теплоходов проекта Q-065 и вторым после «Демьяна Бедного» на Лене.

### Капитаны
- Пожаров Анатолий Николаевич (2017)
- Баньков Николай Владимирович(2018)

## На борту
Регистровый номер 216305; Идентификационный номер Л-01-0147. Класс судна +О2,0; Проект Q-065. Длина (габаритная) 90,36 м, ширина (габаритная) 15,0 м Высота борта 4,0 м Осадка в полном грузу 1,66 м. Дедвейт 242 тонны. Пассажировместимость 210 человек, экипаж 55 человек. Скорость 21 км/ч.
Теплоход оснащён тремя главными двигателями 6ВД15/18 по 329 кВт. и приводится в движение тремя пятилопастными винтами. Управление осуществляется с помощью трёх рулей, дополнительно в носу установлено подруливающее устройство, приводимое двигателем мощностью 207 кВт. Теплоход имеет 2 спасательных мотобота и 1 рабочую моторную лодку.
Состав радионавигационного оборудования: 2 РЛС (Furuno FR-7062 и Koden MDC-29P), навигатор ГЛОНАСС/GPS «Koden KGP-925», АИС «Тритон-92Л», эхолот НЭЛ-И4, 2 ПВ/КВ-радиостанции «Ангара-РБ», 2 УКВ-радиостанции «Ермак СР-360» и «Гранит Р-24», 3 носимые УКВ-радиостанции «Гранит-44».
На теплоходе «Михаил Светлов» к услугам туристов четырёх- (22), трёх- (24), двух- (9) и одноместные с дополнительным местом (6) стандартные каюты, а также каюты классов люкс (3) и полулюкс (8), расположенные на главной и шлюпочной палубах и оборудованные санитарным блоком (туалет, душ, умывальник), кондиционером, TV- и радиоточкой. Каюты люкс и полулюкс также оборудованы двухспальными местами, телевизором, холодильником и индивидуальным дополнительным кондиционером. На борту имеется кинозал (конференц-зал), салон отдыха, музыкальный салон с баром и танцполом, ресторан, сауна, парикмахерская, гладильная комната, медпункт.

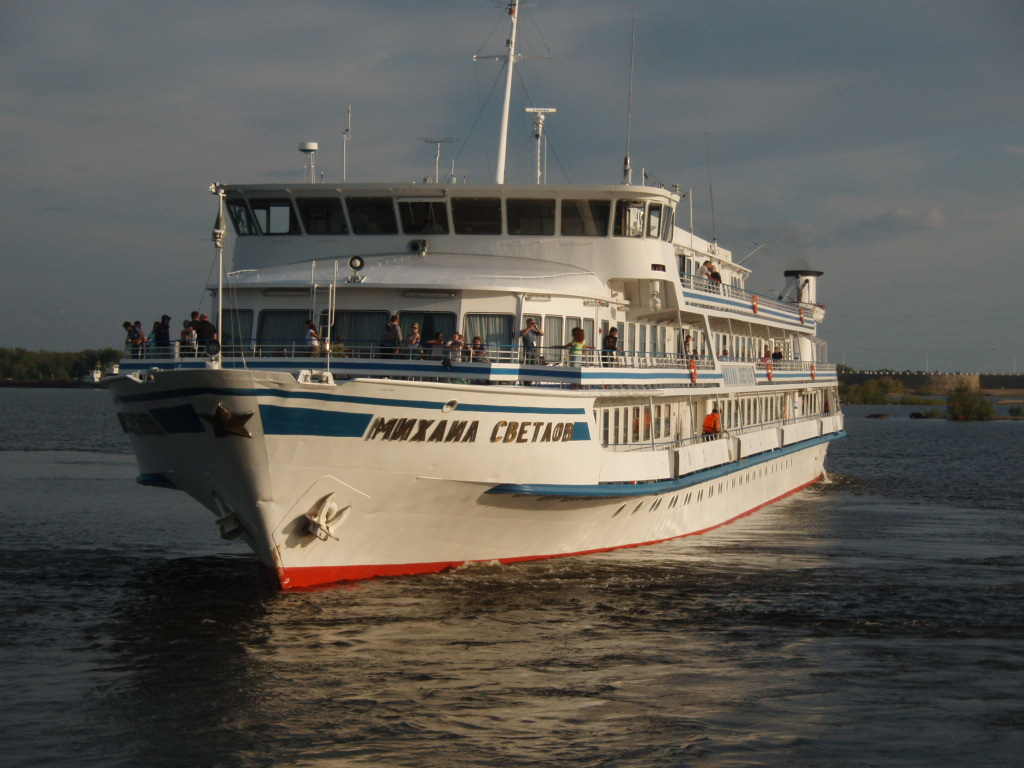

## Суда-близнецы (проект Q-065)
- Александр Грин
- Валерий Брюсов
- Демьян Бедный
- Сергей Есенин[2]